# Parc del Laberint d’Horta

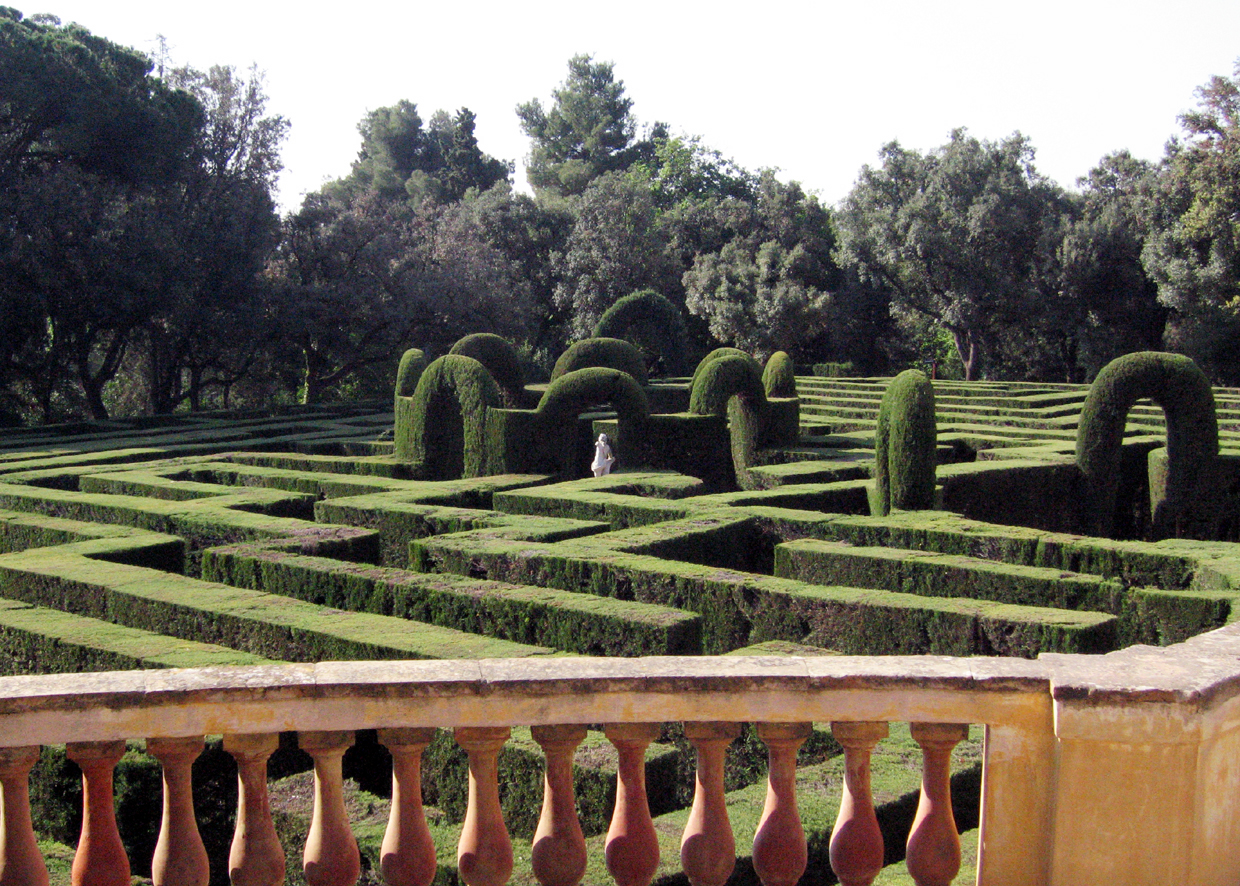
Blick auf den Irrgarten im Parc del Laberint d’Horta in Barcelona

Der Parc del Laberint d’Horta [paɾk dəl ləβəˈɾin ˈdɔɾtə] (katalanisch für Park des Labyrinths von Horta, spanisch Parque del Laberinto de Horta) im Stadtbezirk Horta-Guinardó ist der älteste erhaltene Park in Barcelona. Das Gelände, das am Hang des Bergrückens der Serra de Collserola liegt, umfasst einen klassizistischen Garten des 18. Jahrhunderts, der um Elemente eines romantischen Gartens aus dem 19. Jahrhundert erweitert wurde. Seinen Namen verdankt der Park einem zentralen Hecken-Irrgarten, der zu den kunstvollsten der wenigen noch erhaltenen alten Gartenlabyrinthe in Europa gezählt werden kann.

## Die Parklandschaft und ihre Umgebung

Übersichtsplan des Parks. A: Zugangsbereich und Palais, B: Klassizistischer Garten, C: Romantischer Garten, D: Hausgarten und Buchsbaumgarten, E: Wald. Für die vollständige Bildlegende siehe Beschreibungsseite der Grafik

Der Park liegt auf einem Ausläufer des Turó de Valldaura am Südosthang des Bergrückens der Serra de Collserola, die Barcelona von der Ebene des Vallès im Hinterland trennt. Das Areal wird nordwestlich von der Befestigungsruine des Castell del Fortí, nordöstlich vom Tal des Torrent de Fondenills, südöstlich vom Vall d’Horta und südwestlich vom Tal des Torrent d’en Pallós begrenzt. Der Park gehört heute zum Stadtviertel Horta, das bis 1904 eine selbstständige Gemeinde war. Die zahlreichen Quellen ermöglichten jahrhundertelang eine landwirtschaftliche Nutzung. Obst- und Gemüsegärten sowie der Weinanbau prägten die Hänge des Collserola. Im 18. Jahrhundert entwickelten sich der Ort und seine Umgebung nach und nach zu einem Sommersitz adeliger und wohlhabender Bürger der nahen Stadt.
Das Grundstück, auf dem sich der Park befindet, umfasst eine Gesamtfläche von 54,07 Hektar, die sich folgendermaßen aufteilen:
- 1,92 Hektar nimmt der Bereich zwischen der Ronda de Dalt und dem Palais Desvalls ein; hier befinden sich heute das Velòdrom d’Horta (das olympische Radrennstadion) und eine kleine öffentliche Grünfläche mit Spielplatz und Café,
- 7,36 Hektar beansprucht der Parc del Laberint,
- 44,79 Hektar sind nicht überformt; diese weitaus größte Fläche, deren Bewuchs aus Macchie besteht, schließt sich oberhalb des Parkareals an und bedeckt den Hang des Collserola bis zur Straße nach Cerdanyola (BV-1415).

Der Hang überwindet im Bereich des Gartens einen Höhenunterschied von etwas mehr als vierzig Metern, das Palais am Südrand liegt am tiefsten, das Bassin mit dem Wasservorrat am höchsten Punkt des Parc del Laberint. Die mittlere Höhe beträgt etwa 180 Meter.

## Geschichte

### Gründung
Das Land, auf dem sich der Park befindet, gehörte im 14. Jahrhundert dem Stift von Santa Maria de Manresa. 1377 wurde es von Jaume de Vallseca erworben und gelangte über die Familien Roger und Ribas 1776 in den Besitz von Maria Manuela d’Ardena i de Llupià, der Mutter des späteren Parkgründers Joan Antoni Desvalls i d’Ardena (1740–1820). Dieser begann im Jahre 1791 am Hang oberhalb des Sommersitzes der Familie mit dem Bau des heute ältesten Parkteils. Es entstand ein klassizistischer Garten, entworfen von Desvalls unter Mitwirkung des aus Rovio im Tessin stammenden Architekten und Stuckateurs Domenico Bagutti (1760–1837). Die Ausführung der Arbeiten oblag den einheimischen Baumeistern Jaume und Andreu Valls sowie dem französischen Gartenbaumeister Joseph Delvalet. Der Bau dieses Hauptteils des Parks soll 150.000 katalanische Pfund gekostet haben. Die Arbeiten wurden 1799 abgeschlossen. Bagutti verließ Barcelona 1808.

### Erweiterungen
Neben punktuellen Ergänzungen zu verschiedenen Zeiten lassen sich drei Phasen der Parkerweiterung unterscheiden. Zwischen 1814 und 1825 führten Joan Antoni Desvalls selbst und dessen Sohn Antoni Desvalls i de Ribes einen größeren Ausbau durch. Diese Phase endete mit dem unerwarteten Tod von Antoni Desvalls, der nur fünf Jahre nach seinem Vater starb. Über Art und Umfang dieser ersten Erweiterung gibt es kaum Erkenntnisse, möglicherweise umfasste sie die Anlage des romantischen Gartens.
Die zweite Phase von 1853 bis 1855 wurde vom Enkel des Parkgründers, Joaquim Desvalls i Sarriera, initiiert und unter Leitung des Architekten Elies Rogent durchgeführt. Sie ist durch Rechnungen und Verträge gut dokumentiert. Neben Maßnahmen zur Verbesserung der Infrastruktur des Parks – Wege, Mauern, Brunnen und Wasserleitungen – entstand in diesem Zeitraum der oberhalb des Labyrinths gelegene romantische Kanal.
Im Jahr 1880 ließ der siebte Marquis d’Alfarràs dann noch einen Hausgarten in Nachbarschaft zum Palais anlegen. Der Park hatte damit seine endgültige Ausdehnung erreicht.

### Empfänge und Veranstaltungen
Im Laufe seiner Geschichte war der Park Schauplatz mehrerer königlicher Besuche und Soireen. So besichtigten am 10. Oktober 1802 der spanische König Karl IV. und seine Familie den Park. An der großen Treppe, die zum Pavillon am oberen Ende des Parks emporführt, erinnert eine Marmortafel an diesen Besuch. Am 20. März 1828 war Ferdinand VII., Sohn Karls IV. und ab 1813 König von Spanien, Gast der Desvalls. Zum Gedenken an diesen Empfang wurden zwei Löwen-Skulpturen am Eingangstor des Parks unmittelbar hinter dem Palais aufgestellt.

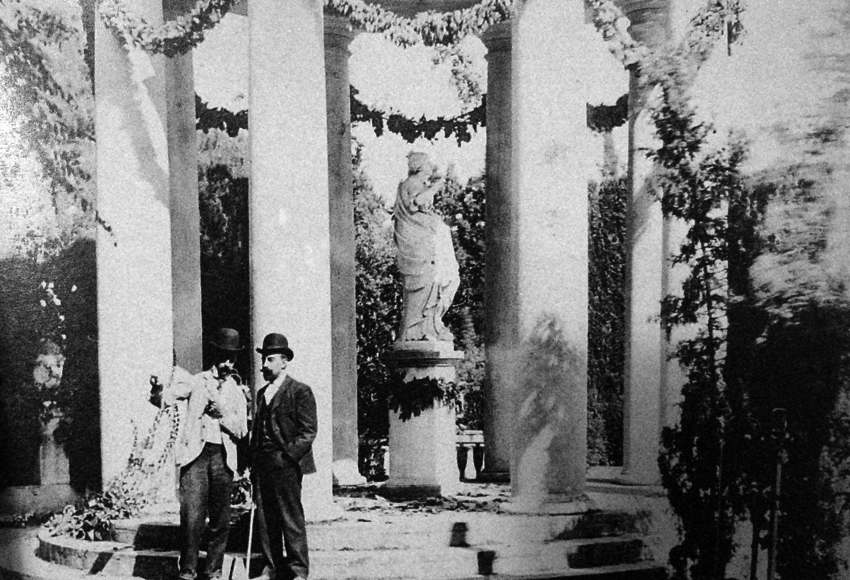
Der Kunstkritiker Miquel Utrillo und der Autor Joan Maragall 1898 im Parc del Laberint

Ein besonderes Ereignis in der Geschichte des Parks war die Aufführung von Goethes Iphigenie auf Tauris, der ersten dieses Stückes in katalanischer Sprache in der Übersetzung von Joan Maragall und der Inszenierung von Adrià Gual, dessen Ensemble Teatre Íntim das Schauspiel aufführte. Die vom Symbolismus und der literarischen Variante des katalanischen Modernisme beeinflusste Inszenierung fügte sich aufgrund des klassischen Hintergrunds gut in die Szenerie des Parks ein; das Werk war zur gleichen Zeit wie der Garten entstanden. Als Bühne diente der Ariadne-Tempel auf der Aussichtsterrasse; die sich wandelnde natürliche Beleuchtung ersetzte den Kulissenwechsel.
Eine weitere Theateraufführung unter freiem Himmel fand am 23. Oktober 1908 anlässlich des Besuchs von Alfons XIII. statt. Gezeigt wurden Szenen aus Shakespeares Sommernachtstraum in der Übersetzung von Josep Carner, wiederum inszeniert von Adrià Gual. Als Bühne diente dieses Mal der Platz mit der Homer-Büste im Wäldchen östlich des Labyrinths; die königlichen Gäste saßen auf einer eigens für diesen Zweck errichteten Tribüne. Eine Säule gegenüber dem Eingang zum Labyrinth trägt eine Tafel zur Erinnerung an diesen Besuch. 1929, zwei Jahre vor der Gründung der Zweiten Spanischen Republik, besuchte Alfons XIII. noch einmal den Park anlässlich der Feiern zum Centenari del Romanticisme (‚Jahrhundertfeier der Romantik‘), bei denen das Orchester des Gran Teatre del Liceu ein Konzert gab.
In den Jahren 1914/1915 drehte die Produktionsfirma Barcinógrafo drei Kurzfilme im Park, bei denen Gual Regie führte: Fridolín, basierend auf der Ballade Der Gang nach dem Eisenhammer von Schiller, El calvario de un héroe (‚Der Leidensweg eines Helden‘) nach dem Stück Los dos sargentos franceses (‚Die beiden französischen Feldwebel‘) und Los cabellos blancos (‚Die weißen Haare‘) nach einem Text von Tolstoi.

### Übergang in Stadtbesitz
Bis 1968 befand sich der Park im Besitz der Familie Desvalls. Am 17. Januar 1968 erwarb die Stadtverwaltung Barcelona das Gelände von Lluís Desvalls i Trias im Tausch gegen Grundstücke im Stadtteil Pedralbes. Der geschätzte Wert betrug siebzig Millionen Peseten. Im Jahre 1970 begann unter Leitung von Joaquim M. Casamor i d’Espona eine umfangreiche Restaurierung des Parks, um die in den zurückliegenden zwei Jahren der Übergangszeit durch Vernachlässigung und Vandalismus entstandenen erheblichen Schäden zu beseitigen. Der Pflanzenbestand wurde ergänzt, Skulpturen, Balustraden, Treppen, Brücken und andere Parkbauten wurden instand gesetzt. Der Schwerpunkt der Arbeiten lag auf der Sanierung der Wasserspiele und Bassins, des Kanals und des Bewässerungssystems. Ferner wurden eine elektrische Beleuchtung im Park installiert, ein Eingangstor errichtet und die öffentliche Grünfläche vor dem Garteneingang angelegt. Am 19. März 1971 wurde der Park für das allgemeine Publikum geöffnet, bereits an diesem Tag kamen etwa 50.000 Gäste.
Die vielen Besucher verursachten neue Schäden im empfindlichen Ensemble des ursprünglich als Privatgarten konzipierten Parks. Das gesamte Areal wurde daher 1994 unter der Leitung der Architektin Patrizia Falcone mit Mitteln der Europäischen Union für annähernd achtzig Millionen Peseten einer erneuten gründlichen Restaurierung unterzogen. Der Schwerpunkt der Arbeiten lag dieses Mal auf dem romantischen Garten, der sich in einem desolaten Zustand befand. Es wurden 41.000 Kletterpflanzen, 22.000 Stauden, 9.000 Büsche, 6.000 Wasserpflanzen und 410 Bäume gepflanzt. Die Wiedereröffnung der Gesamtanlage erfolgte am 25. September 1994 in Gegenwart des damaligen Bürgermeisters Pasqual Maragall.
Heute ist der Parc del Laberint d’Horta ein Garten-Museum. Seit 1971 steht er als Patrimoni municipal (‚Städtisches Erbe‘) unter Denkmalschutz. Die Zahl der Besucher, die sich gleichzeitig im Park aufhalten dürfen, wurde auf 750 beschränkt, um neuen Zerstörungen vorzubeugen. Etwa 150.000 Personen besuchen den Park jährlich.

## Der Park und seine Bestandteile

### Das Palais

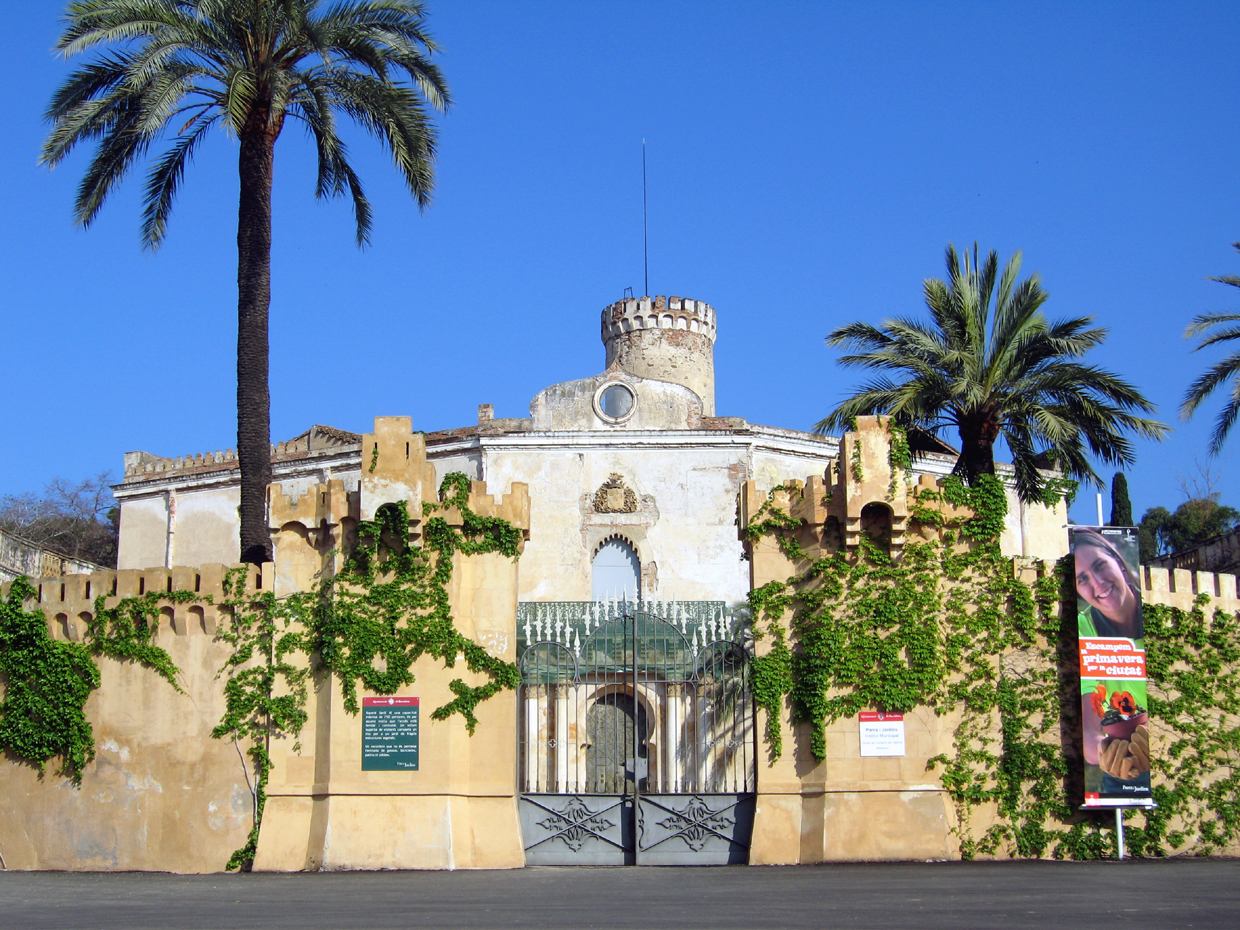
Das Palais Desvalls mit dem mittelalterlichen Turm, Ansicht von Süden

Am Parkeingang steht der Palau Desvalls, das ehemalige Palais der Familie Desvalls. Er wurde in verschiedenen Abschnitten im 18. und 19. Jahrhundert um einen mittelalterlichen Turm herum errichtet und ausgebaut, der das Dach des Hauptgebäudes um acht Meter überragt. Der heutige Zustand des Gebäudes geht vermutlich größtenteils auf das Jahr 1850 zurück.
Das Palais weist einen unregelmäßigen Grundriss auf. Das Hauptgebäude besteht aus drei Stockwerken, zwei doppelgeschossige Anbauten bilden zusammen einen Halbkreis. Stilistisch handelt es sich um einen eklektizistischen Bau mit neoarabischen und neogotischen Elementen. Die Schauseite wird von einem großen Eingangsportal mit Hufeisenbogen dominiert, das zu beiden Seiten von zwei, einen Balkon tragenden Säulen flankiert wird. Darüber befindet sich ein Fries mit dem Wappen der Familie Desvalls. Die Fresken in orientalischer Anmutung, die die Fassade schmückten, sind nicht erhalten. Ursprünglich diente das Palais nicht als Wohnhaus, sondern als Sommersitz – die Familie Desvalls bewohnte das Palau d’Alfarràs in Hafennähe. Erst später wurde es zum Hauptwohnsitz bis Anfang der 1970er Jahre. Das Palais kann aufgrund seines Zustands derzeit nicht besichtigt werden. Ein sanierter Seitenflügel beherbergt seit 1993 ein Lehrinstitut des Gartenbauamtes, das Centre de Formació del Laberint, sowie eine dazugehörende öffentliche Fachbibliothek.
Das älteste Bauwerk auf dem Grundstück ist der mittelalterliche Wach- und Verteidigungsturm, der Torre Sobirana (‚Souveräner Turm‘) genannt wird und früher auch als Torre Superior (‚Oberer Turm‘), Torre de Vallseca (‚Turm von Vallseca‘) oder Torre de Llupià (‚Turm von Llupià‘) bezeichnet wurde. Der runde Turm ist etwa 19 Meter hoch und hat einen Durchmesser von 4,50 Metern, die Außenmauern sind 1,30 Meter stark. Der ursprüngliche Zugang in das Turminnere befindet sich auf einer Höhe von acht Metern über dem Bodenniveau und war nur über eine Leiter erreichbar. Die Plattform ist von einem Zinnenkranz umgeben. Das genaue Alter dieser Befestigungsanlage ist unbekannt, gesichert ist ihre Existenz im 14. Jahrhundert – zu der Zeit, als Jaume de Vallseca das Grundstück erwarb. Möglicherweise ließ de Vallseca selbst, der einer einflussreichen Familie entstammte, den Turm als Zuflucht errichten.

### Der klassizistische Garten

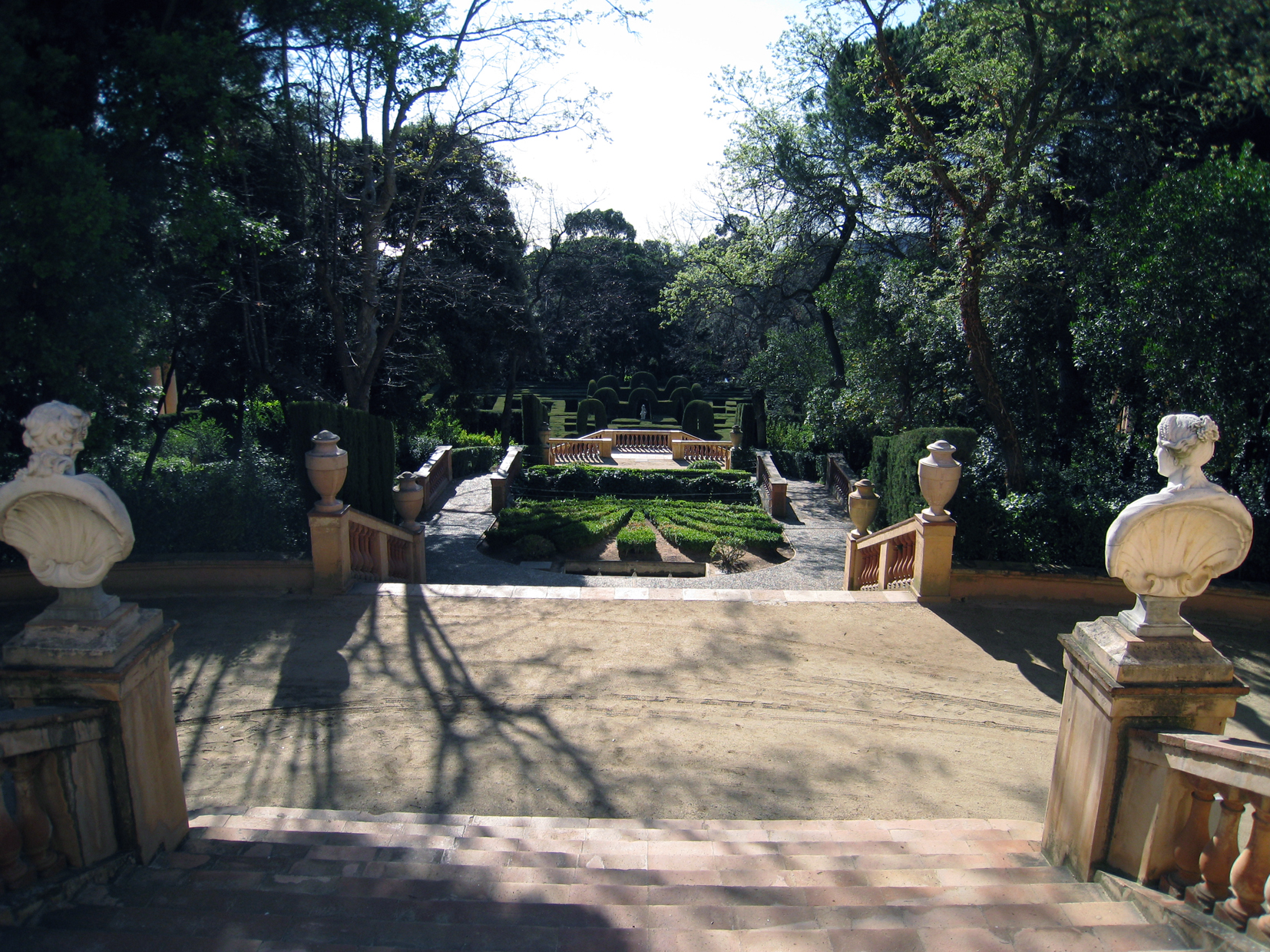
Blick über den klassizistischen Garten

Der Jardí neoclàssic (‚klassizistischer Garten‘) bildet den Kernbereich des Parks und ist zugleich sein ältester Teil (dem Neoclassicime entspricht als kunstgeschichtliche Epoche des späten 18. und frühen 19. Jahrhunderts der deutsche Klassizismus). In Struktur und Ausstattung ist dieser Bereich weitgehend originalgetreu erhalten. 1791 wurde mit den Erdarbeiten zur Anlage der verschiedenen Ebenen begonnen, die 1799 fertiggestellt waren. Die Gestaltung dieses Gartenbereichs stand, bedingt durch das Wirken Domenico Baguttis, unter dem Einfluss italienischer Gartenkunst. Im Skulpturenprogramm, das auf die altgriechische und altrömische Sagenwelt anspielt, dürften sich die Ideen Desvalls’ widerspiegeln.
Es lassen sich sechs Ebenen unterscheiden (vom Niveau des Palais in aufsteigender Reihenfolge):
1. der Buchsbaumgarten
2. der Blumengarten
3. das Labyrinth
4. die Aussichtsterrasse
5. der romantische Kanal
6. der Pavillon mit dem rückwärtigen Bassin

#### Der Buchsbaumgarten

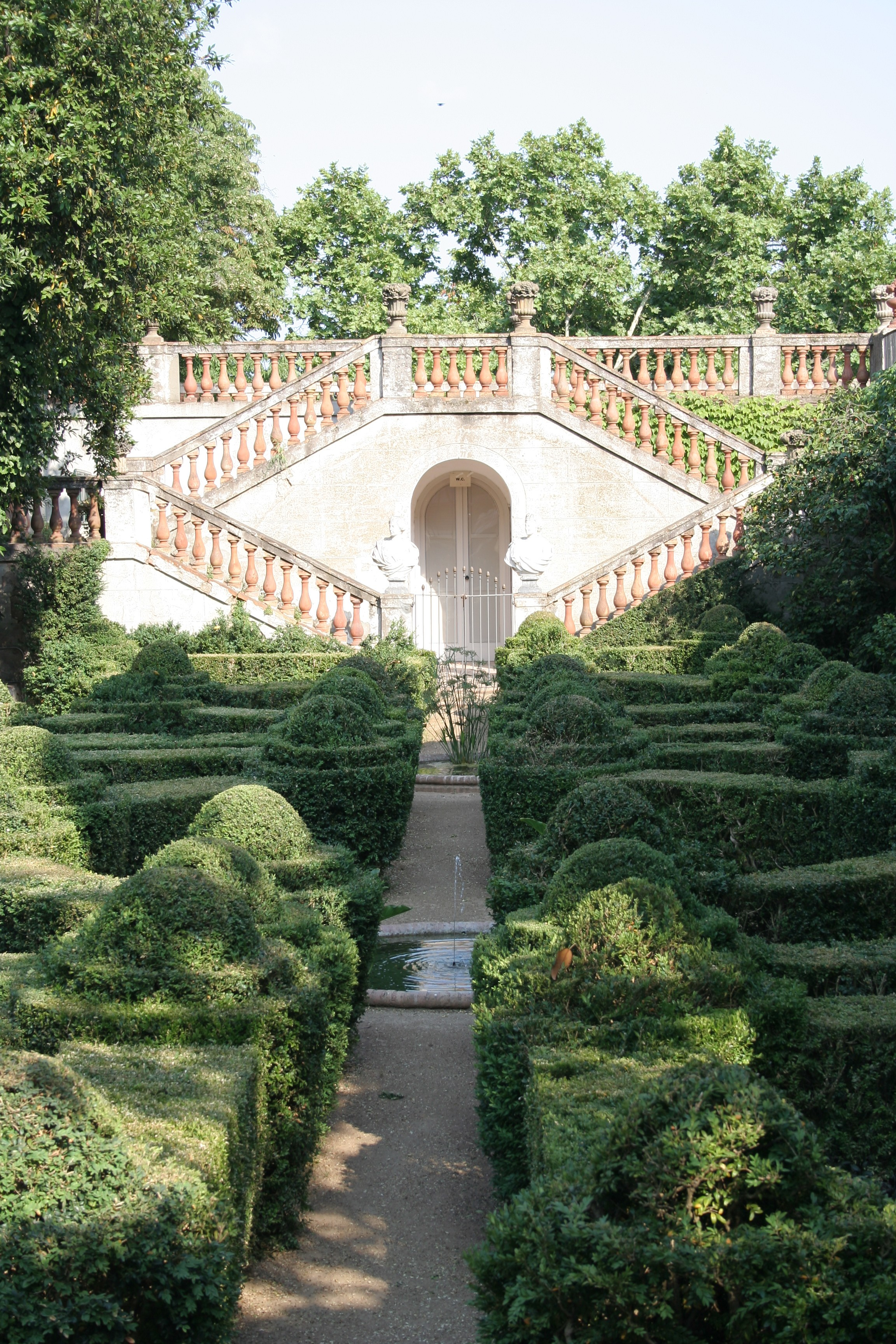
Der Buchsbaumgarten, Blick nach Süden. Das Palais liegt rechts außerhalb des Bildes

Der Jardí del boixos (‚Buchsbaumgarten‘), unmittelbar an der Ostseite des Palais gelegen, ist der kleinste der Teilgärten. Er hat die Form eines langgezogenen Rechtecks, das von drei Seiten durch hohe Mauern eingefasst ist, was ihm einen privaten Charakter in der Art eines Giardino segreto verleiht. Die gesamte Fläche dieses Gartens ist mit halbhohen Buchsbaumhecken in Formschnitt bepflanzt, die an den Ecken als aufgesetzte Halbkugeln gestaltet sind. Zwei kleine runde Springbrunnen schmücken die Mittelachse. Am südlichen Ende des Gartens verbindet eine doppelläufige Treppe das Gartenparterre mit einer durch Balustraden gesicherten Terrasse. Am nördlichen Ende führt ein großes schmiedeeisernes Tor zum Hauptbereich des Parks. Dahinter öffnet sich ein halbkreisförmiger Platz, Plaça dels lleons (‚Platz der Löwen‘) oder auch Plaça de les vuit columnes (‚Platz der acht Säulen‘) genannt – von hier aus führen fünf Wege fächerartig in den Park, deren Einmündungen durch insgesamt acht Säulen markiert werden. Zu beiden Seiten des Tores sind die Löwenstatuen postiert, die an den Besuch von König Ferdinand VII. im Jahr 1828 erinnern. An der hohen Mauer sind an dieser Stelle vier Reliefs aus weißem Marmor angebracht, je zwei innen und außen zu beiden Seiten des Tores. Die Reliefs auf der Innenseite stellen Uranos und die Geburt von Eros dar, sowie die Verteilung der menschlichen Rassen über die Welt durch Demeter. Die Reliefs der Außenseite zeigen zwei Entführungsszenen: die von Amphitrite durch Poseidon und von Europa durch Zeus.
Ursprünglich war dieser heute abgeschlossene Bereich der Hauptzugang zum Park. Vom Palais kommend, konnte der Buchsbaumgarten hin zum großen Tor durchquert werden, um in den Parc del Laberint zu gelangen. Der seitlich am Palais vorbeiführende Zugang wurde 1971 geschaffen, dem Jahr der Öffnung des Parks für die Allgemeinheit.

#### Der Blumengarten
Der Jardí de les flors (‚Blumengarten‘) schließt sich oberhalb an den Platz der Löwen an und steigt zum Labyrinth hin deutlich an. Er hat die Form eines unregelmäßigen Rechtecks und wird diagonal von einem Hauptweg durchzogen, der auf den Plaça del rellotge de sol (‚Platz der Sonnenuhr‘) führt. Von der Sonnenuhr ist noch eine drei Meter hohe Säule erhalten, der Schattenzeiger und die Ziffernmarkierungen auf dem Boden fehlen. Ebenfalls an diesem Weg, der von Trauerzypressen gesäumt wird, liegt ein Wasserbecken mit Goldfischen, dessen Überlauf die Form des Kopfes des Meeresgotts Triton hat, ergänzt durch zwei mit Muscheln besetzte Schmuckvasen. Hier befinden sich auch einige bemerkenswerte Exemplare des Blauen Eukalyptus, des Westlichen Erdbeerbaums, des Echten Lorbeerbaums und ein (kleiner) Küstenmammutbaum.

#### Das Labyrinth

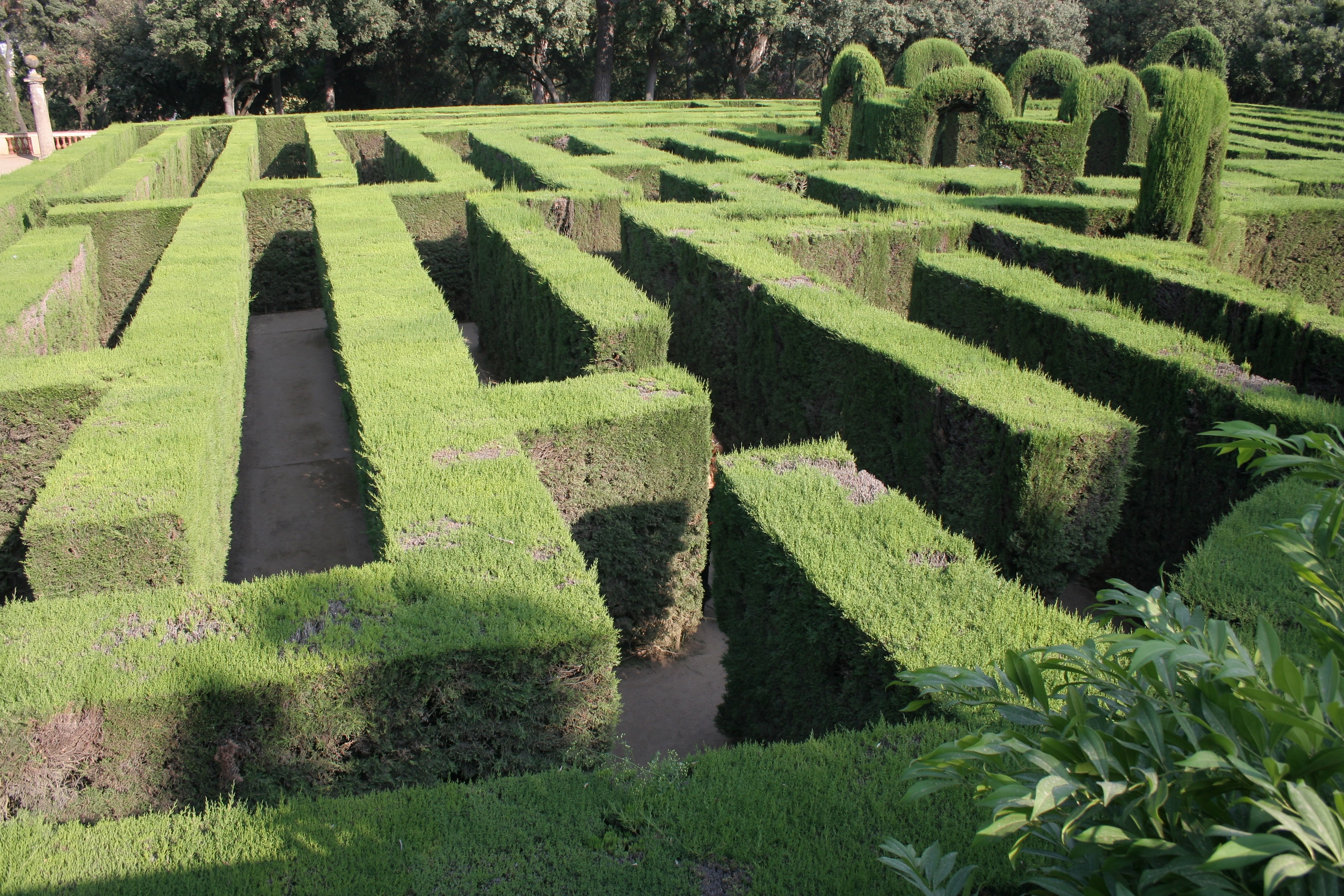
Das Labyrinth, vom Tempel der Ariadne aus gesehen

Plan des Labyrinths. 1: Eingang, 2: Eros-Skulptur, 3: Ausgang, 4: Grotte der Nymphe Echo, 5: Tempel der Danaë, 6: Tempel der Ariadne, 7: Relief von Deukalion und Pyrrha, 8: Relief zweier weiblicher Figuren (Bedeutung unbekannt), 9: Platz der Sonnenuhr

Das 1792 angelegte Laberint (‚Labyrinth‘) bildet den Mittelpunkt des Areals. Der Irrgarten hat eine annähernd quadratische, leicht trapezförmig verzogene Grundfläche mit einer Größe von etwa 45 × 48 Metern. Die Heckenwände umfassen eine Länge von 750 Metern; sie bestehen aus Italienischer Zypresse in Formschnitt und erreichen eine Höhe von zweieinhalb Metern. Der Eingang an der südwestlichen Ecke wird durch ein Heckentor aus Zypressen gebildet und von einem Relief geschmückt, das Ariadne bei der Übergabe des Garnknäuels an Theseus zeigt. Am Sockel des Reliefs ist zu lesen:
| Entra, saldrás sin rodeo El laberinto es sencillo No es menester el ovillo Que dio Ariadna a Teseo. | Geh hinein, du wirst ohne Umweg hinaus gelangen Das Labyrinth ist einfach Das Wollknäuel ist nicht notwendig Das Ariadne einst Theseus gab. |

Im Zentrum des Labyrinths befindet sich der kleine kreisförmige Zielplatz, von dem acht Wege durch ebenso viele Heckenbögen sternförmig ausgehen. In seiner Mitte steht eine Skulptur des einen Pfeil aus dem Köcher ziehenden Eros, der der linke Arm und die rechte Hand fehlen. Steinbänke laden zum Verweilen ein. Früher war dieser Platz laubenartig gestaltet, Spaliere stützten die wesentlich höheren Heckenwände. Einige der abzweigenden Wege bilden verwinkelte Sackgassen, die sich zum Versteckspiel eignen oder als heimliche Treffpunkte verstanden werden können.
Der Ausgang des Irrgartens führt durch ein Heckentor auf einen annähernd kreisförmigen Platz, der fast vollständig von einem runden Bassin eingenommen wird, aus dessen Mitte eine kleine Fontäne aufsteigt. Ein weiterer Heckenbogen überspannt einen Schein-Eingang und ergänzt die Symmetrie der Platzgestaltung. Unter der benachbarten doppelläufigen Treppe, die zum nächsthöheren Gartenniveau führt, befindet sich eine Grotte mit einer Figur der Nymphe Echo, zu deren Füßen die stark verwitterte Inschrift zu lesen ist:
| De un ardiente frenesí Eco y Narciso abrazados Fallecen enamorados Ella de él y él de sí. | In glühender Leidenschaft umarmt Sterben Echo und Narziss Sie verliebt in ihn Er verliebt in sich. |

#### Die Aussichtsterrasse und die Tempel

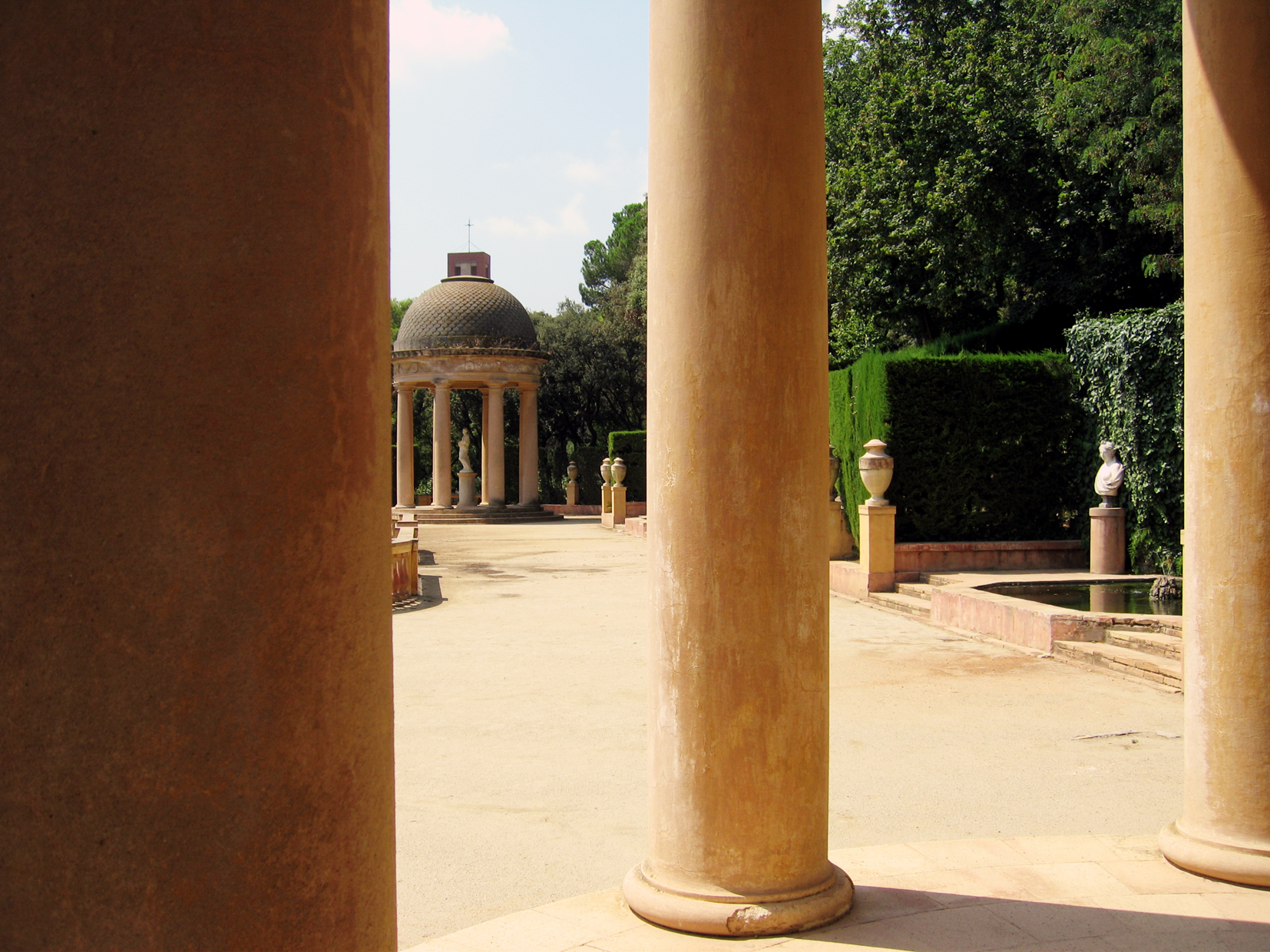
Die Aussichtsterrasse. Rechts eines der Wasserbecken, dahinter die Treppe zum Kanal

Die dritte Ebene besteht aus einer sechzig Meter langen Terrasse, der Terrassa del mirador (‚Aussichtsterrasse‘), deren Symmetrie sich auf das Zentrum des Heckenlabyrinths bezieht. Von ihrer Mitte führt eine Treppe zum Kanal und weiter zum Pavillon empor. Zu beiden Seiten des Aufgangs liegen zwei kleine achteckige Wasserbecken, jedes von zwei klassizistischen Büsten flankiert. An der Mauer hinter den Wasserbecken befinden sich zwei Reliefs, das eine zeigt Deukalion und Pyrrha, das andere zwei schwebende weibliche Figuren, deren Bedeutung unklar ist.
Auf den zu kreisförmigen Plätzen erweiterten Enden der Terrasse stehen zwei Rundtempel gleicher Gestalt. Bei den markanten, durch ein dreistufiges Fundament leicht erhöhten Bauwerken tragen acht Säulen toskanischer Ordnung eine Kuppel. Der westliche Tempel enthält ein Standbild der Danaë, der östliche eines der Ariadne. Die Skulpturen aus weißem Carrara-Marmor stehen auf runden Sockeln von etwa einem Meter Höhe, überwölbt vom künstlichen Himmel des Kuppelinneren. Die Figur der Ariadne hält in der rechten Hand einen Becher, die linke umfasst einen Krug – beide Attribute spielen auf das Unglück Ariadnes an, die, nachdem Theseus sie auf der Insel Naxos zurückgelassen hatte, in Erfüllung einer Weissagung zu einer Verbindung mit Dionysos, dem Gott des Weines, gezwungen war. Die Figur der Danaë hielt in ihrer rechten Hand eine Münze (fehlt heute), neben ihr steht ein praller Geldsack, beides Sinnbilder für den Goldregen, in den sich Zeus verwandelte, um sich mit der eingekerkerten Danaë zu vereinigen. Die Figuren der Danaë (mit dem Geldbeutel) und der Ariadne (mit dem Weinkrug) können auch als Allegorien auf Handel und Weinanbau verstanden werden, die lange Zeit sowohl zum Reichtum der Region als auch zum Wohlstand der Familie Desvalls beigetragen hatten.

#### Der romantische Kanal

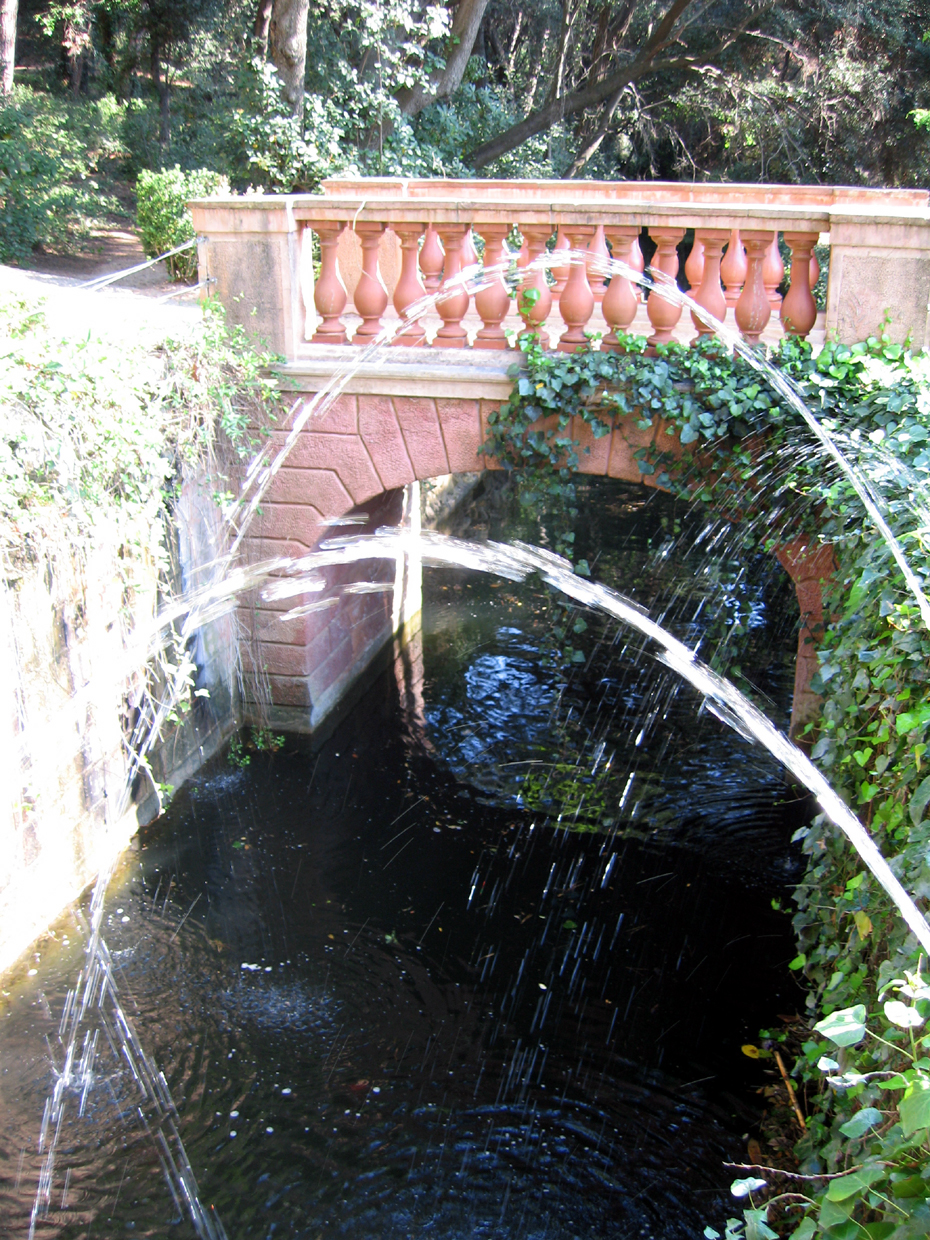
Der romantische Kanal

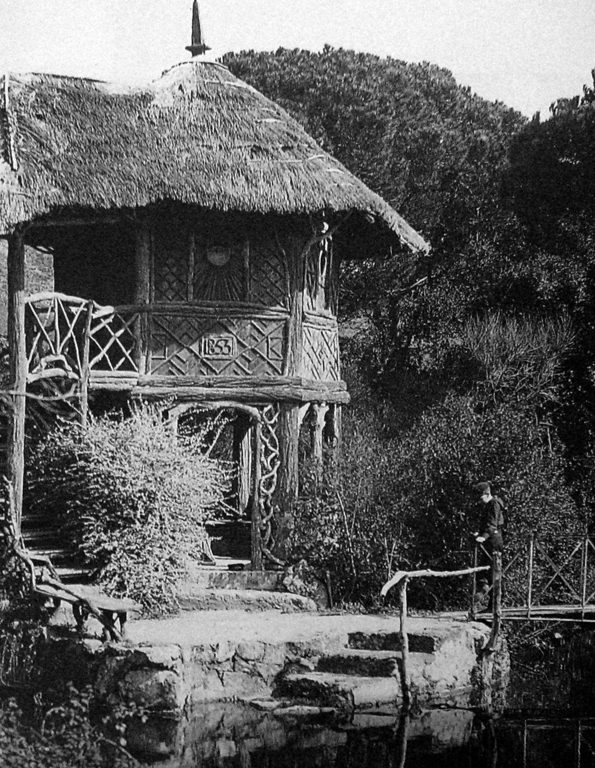
Ehemaliges Holzhaus auf der Insel der Liebe

Der Canal romàntic (‚romantischer Kanal‘) wurde 1853 nach Entwürfen von Elies Rogent angelegt und ist, obwohl zwischen Labyrinth und Pavillon gelegen, kein Bestandteil des klassizistischen Gartens der ersten Bauphase, sondern zeitlich und stilistisch dem romantischen Garten zuzurechnen. Er verläuft in west-östlicher Richtung in einer langgestreckten Schlangenlinie. Seine Länge beträgt etwa 120, seine Breite 3,50 Meter; der Geländeeinschnitt erreicht eine Tiefe von bis zu drei Metern. Der vom Labyrinth über die Aussichtsterrasse zum Pavillon hinaufführende Hauptweg überquert den Kanal auf zwei parallel verlaufenden Brücken. Ursprünglich war das Gewässer mit Booten befahrbar, heute wird es von Schwänen und Enten bevölkert. Die üppige Vegetation zu beiden Seiten sowie die kleinen Springbrunnen mit ihren sich kreuzenden Wasserstrahlen verleihen dieser Gartenpartie eine malerische Atmosphäre.
Nahe dem westlichen Ende des Kanals erhebt sich ein kleiner Aussichtshügel. An seinem östlichen Ende befindet sich eine kleine künstliche Insel, die Illa de l’amor (‚Insel der Liebe‘) genannt wird. Sie konnte entweder mit dem Boot oder über eine drehbare Eisenbrücke erreicht werden, die noch funktionstüchtig ist. Auf der Insel stand ursprünglich ein kleines, strohgedecktes Holzhaus in rustikaler Ausführung. Über eine Außentreppe des zweistöckigen Gebäudes gelangte der Besucher in eine mit bunten Glasfenstern verzierte Kammer.

#### Der Pavillon und das Bassin

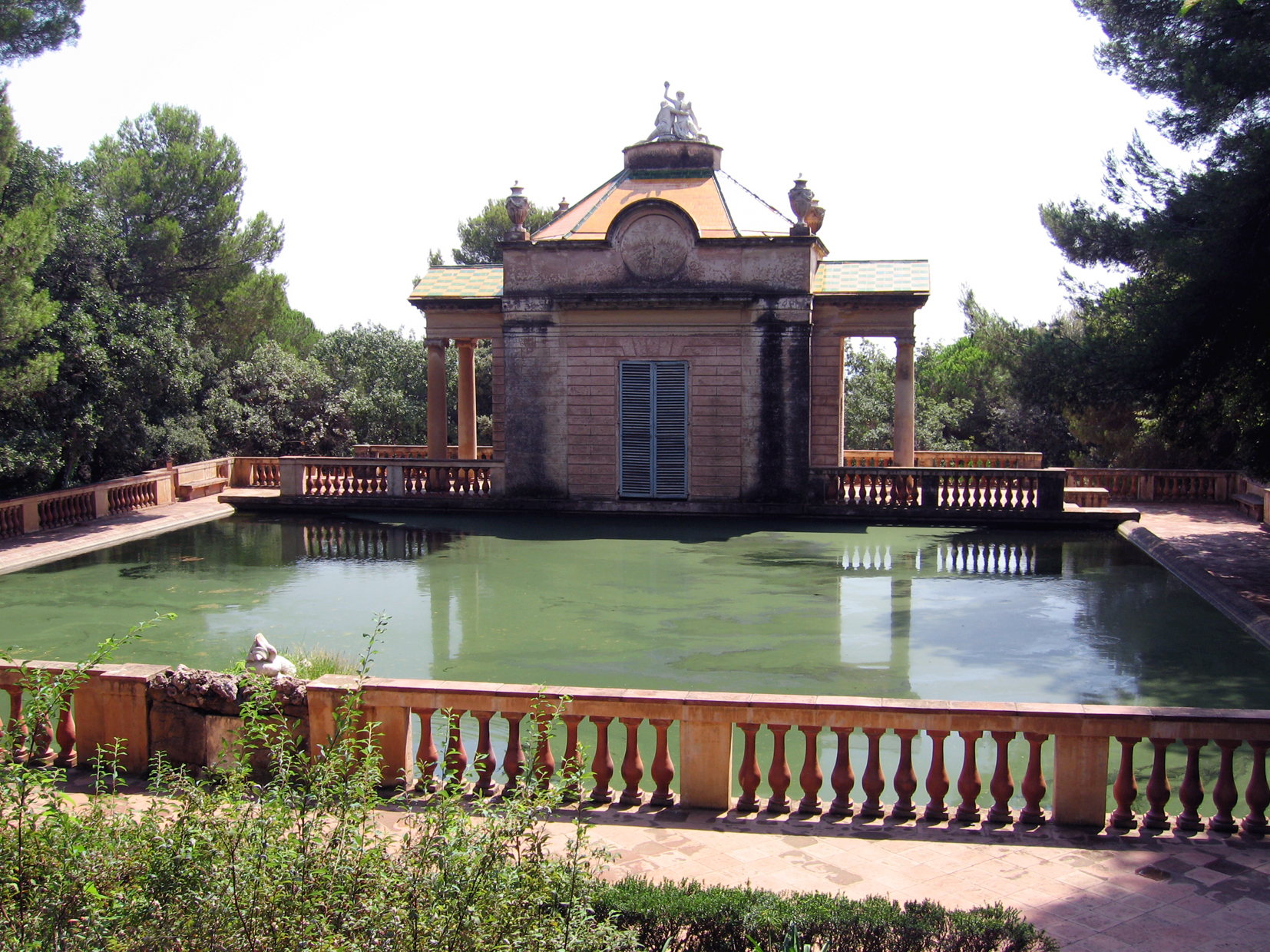
Der klassizistische Pavillon mit dem großen Wasserbecken

Eine breite, von Schmuckvasen und Büsten gesäumte Treppe führt zur obersten Ebene des Gartens. Hier befindet sich ein elegantes kleines Gebäude, der Pavelló neoclàssic (‚klassizistischer Pavillon‘). An seine Rückseite grenzt ein großes Bassin, das Gran safareig (‚großes Wasserbecken‘). Der symmetrische Bau wurde im klassizistischen Stil von Bagutti entworfen, er verfügt über zwei seitliche Türen mit Portiken. Die zwei einander gegenüberliegenden Fenster des zentralen Raumes lassen sich öffnen, eines zum Garten, das andere zum Wasserbassin hin, was das Gebäude in eine überdachte Terrasse verwandelt. Von hier reicht der Blick über den Park hinweg bis zur Stadt und zum Meer. Das Dach wird von einer Figurengruppe gekrönt, die Kunst und die Natur darstellend, begleitet von zwei für das Konzept des Gartens programmatischen Inschriften am Giebel in lateinischer Sprache:

“Artis naturae que parit concordia pulchrum”

„Es [ist] die Eintracht zwischen Natur und Kunst, die das Schöne schafft“

“Ars concors foetum naturae matris alumbrat”

„Die Kunst erleuchtet die Früchte von Mutter Natur“

Das Gebäude wird von vier Reliefs geschmückt, deren Bildinhalte sich auf den Erbauer des klassizistischen Parks, Joan Antoni Desvalls, beziehen. Zwei Reliefs an der Außenseite sind den Künsten und Wissenschaften gewidmet, denen der Marquis zeitlebens verpflichtet war, zwei im Gebäudeinneren zeigen Szenen mit biographischem Bezug zu seinem Leben: den Beginn seiner politischen Tätigkeit im Rat der Stadt und die Übernahme eines militärischen Amtes in Kriegszeiten. An der achteckigen Decke des Innenraums befindet sich ein mehrteiliger Fries, der die neun Musen sowie Mnemosyne (Mutter der neun Musen) und Apoll (Beschützer der Musen) darstellt, ergänzt um die vier Tugenden Constancia (‚Beständigkeit‘), Genio (‚Klugheit‘), Prudencia (‚Umsicht‘) und Templanza (‚Mäßigung‘). Zwei weitere Inschriften an den Türen des Pavillons sind nicht mehr erhalten.
Das rückwärtige Speicherbecken hat eine Größe von etwa 15×15 bei einer Tiefe von bis zu sieben Metern. Es sammelt das Regenwasser und das Wasser einer natürlichen Quelle. Der Wasservorrat dient der Bewässerung der Gärten, er wird von Goldfischen bevölkert. An der dem Pavillon gegenüberliegenden Seite befindet sich ein kleiner Brunnen mit wasserspeienden Delfinen. Hier war folgende heute nicht mehr erhaltene Inschrift angebracht:

“Hoc terrae sitienti marchio ruris delitiarum amator auxilium paravit. AD. MDCCXCIV”

„Der Marquis, Liebhaber der Schönheiten des Landes, bereitete dem durstigen Boden diese Fürsorge. Anno Domini 1794“

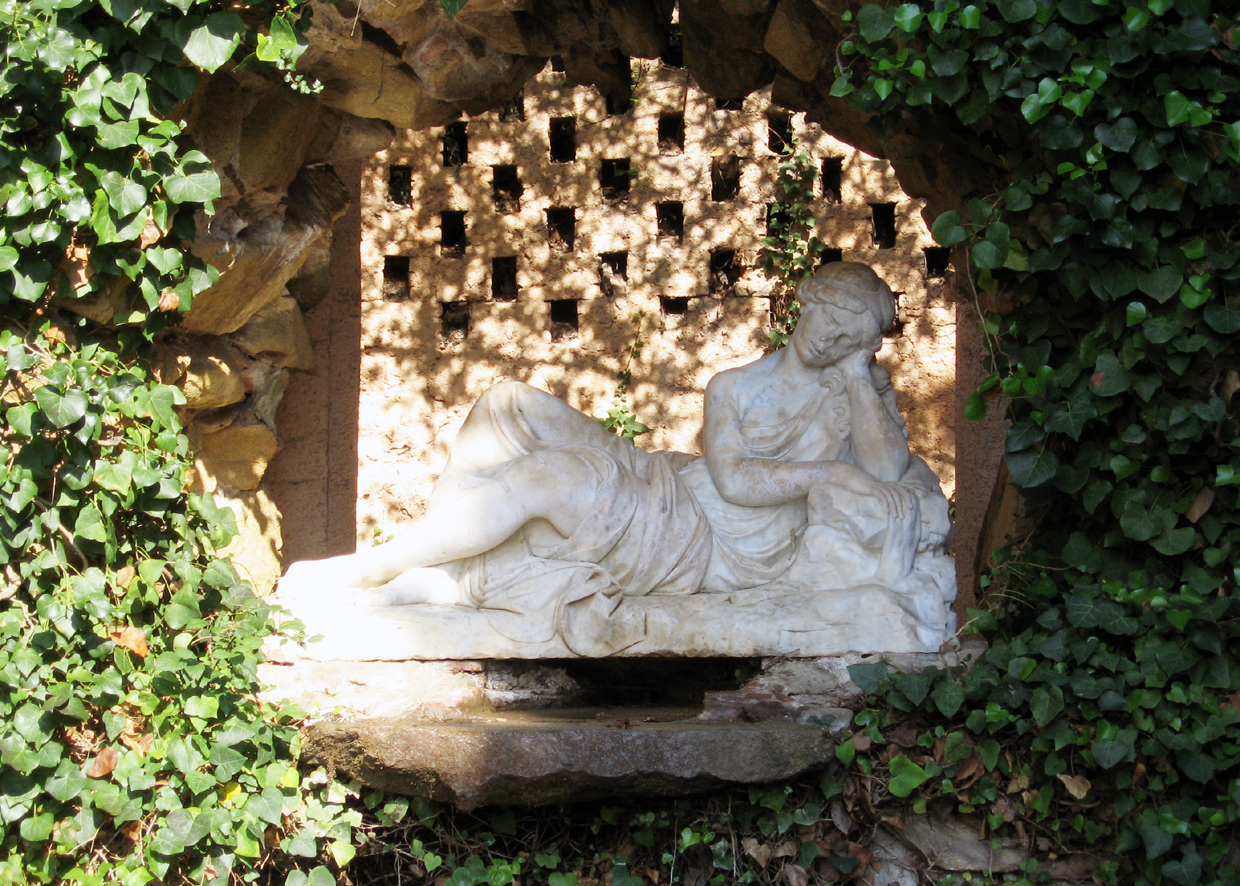
Der Brunnen der Nymphe Egeria

Den bergseitigen Abschluss des klassizistischen Gartens bildet ein Springbrunnen und ein mit Efeu überwachsener Steinbogen, unter dem sich eine Skulptur der Quellnymphe Egeria befindet. Die aufgestützt liegende Figur stammt aus dem Jahr 1804 und ist ebenfalls ein Werk Baguttis. Rückseitig schließt sich ein Halbrund mit einer Pergola an, dahinter stehen hohe Steineichen, Aleppo-Kiefern und Pinien, die den Übergang des Parks in den Waldbereich des Berghangs und damit die Grenze des gestalteten Gartenraums markieren.

### Das Wäldchen
Östlich grenzt an das Labyrinth ein vom Hauptbereich des klassizistischen Gartens abgesondertes Areal an. Dieses Gebiet wird El bosquet (‚Das Wäldchen‘), Jardí de la molsa (‚Moosgarten‘) oder Petit laberint (‚Kleines Labyrinth‘) genannt. Es bildet ein Dreieck, das von einem unregelmäßigen Wegenetz durchzogen wird und dem Besucher den Eindruck gewachsener Natur vermitteln soll. Die Vegetation dominiert mit Steineichen und den Boden bedeckendem Efeu.
In der nordwestlichen Ecke befindet sich eine Grotte mit einem kleinen Teich. Aus einer Vertiefung der überwachsenen Rückwand blickt der steinerne Kopf eines Ungeheuers hervor, eine Skulptur, die den Minotaurus darstellt. Die Szenerie liegt zwar in unmittelbarer Nachbarschaft zum Zypressenlabyrinth, ist von dort jedoch nicht einsehbar. Alle Wege des Wäldchens treffen auf einen kleinen Platz, der von einer Büste des Dichters Homer geschmückt wird.

### Der romantische Garten

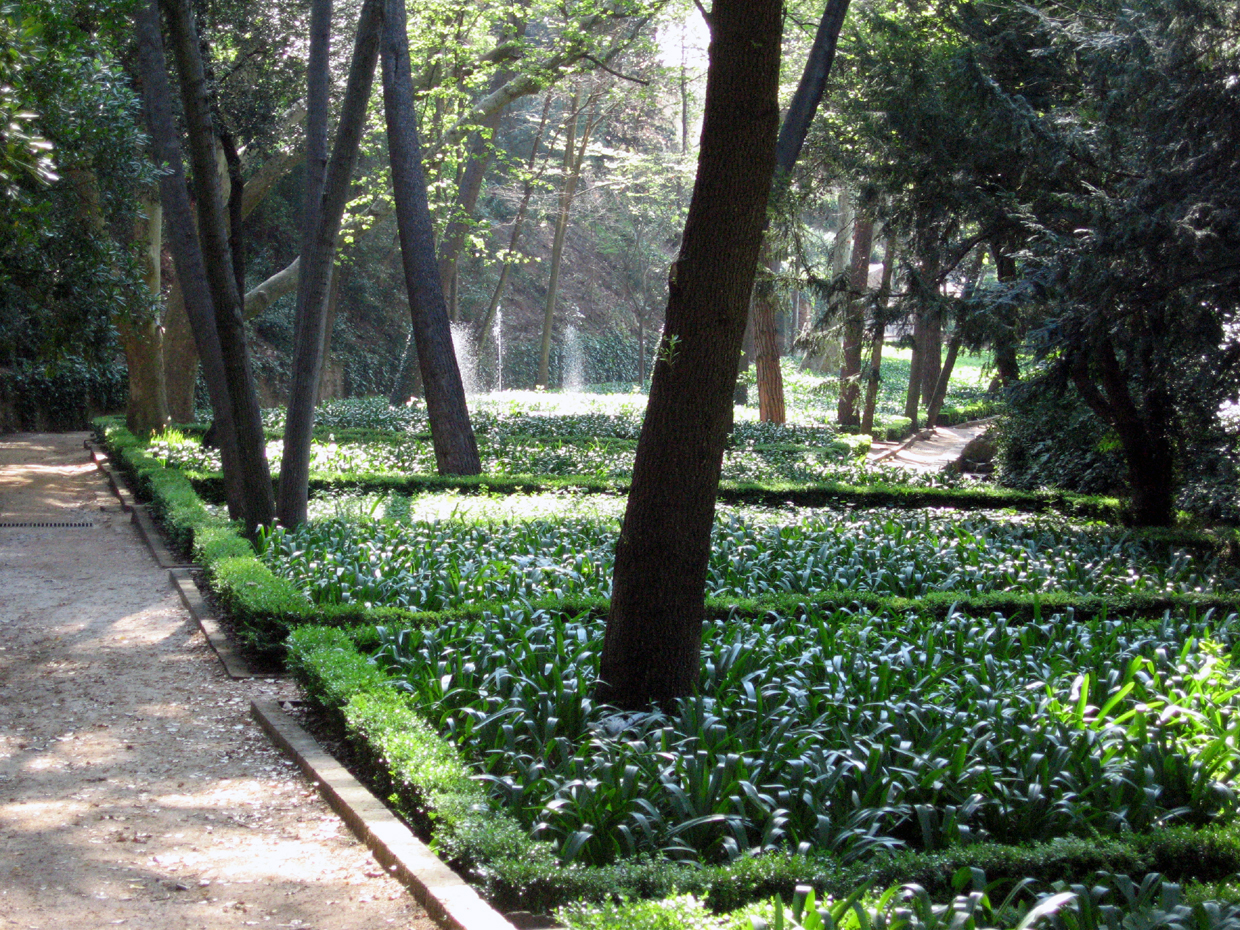
Der romantische Garten

Über die Entstehung des Jardí romàntic (‚romantischer Garten‘) gibt es kaum Dokumente. Er kann wohl als das Werk des Parkgründers Joan Antoni Desvalls und seines Sohnes Antoni Desvalls i de Ribes angesehen und seine Entstehungszeit somit auf den Zeitraum zwischen 1814 und 1825 datiert werden. Möglicherweise entstand der romantische Garten aber auch erst zwischen 1853 und 1855, veranlasst durch Joaquim Desvalls i Sarriera, dem Enkel des Marquis, der schon den romantischen Kanal anlegen ließ und von dem bekannt ist, dass er das Interesse seines Großvaters für Kunst und Natur teilte. Der Gartenentwurf folgte dem Vorbild romantisch-pittoresker Gärten, die sich Anfang des 19. Jahrhunderts in Frankreich großer Beliebtheit erfreuten. Die zeitweise Nutzung von Teilen des Areals im 20. Jahrhundert als Baumschule und als Tennisplatz hatte die Gartenausstattung allerdings fast vollständig zerstört. Die Sanierungen des Parks 1970 und 1994 orientierten sich weitgehend am historischen Erscheinungsbild und versuchten den ursprünglichen Zustand nachzubilden.
Der romantische Garten bildet einen langgezogenen Streifen, der die Talsenke des Torrent d’en Pallós einnimmt, die sich westlich an den klassizistischen Garten anschließt. Dieser Gartenbereich, der aus einer Abfolge von Parterres besteht, ist durchsetzt von Lorbeerbäumen, Aleppo-Kiefern und Steineichen. Sie geben dem Areal einen schattigen und kühlen Charakter, der durch blaublühende Blumen, vorwiegend Schmucklilien, verstärkt wird. Sommer-Linden, Eiben, Flaumeichen, Platanen und einige Götterbäume runden das Bild ab. Am nördlichen Ende des Bereichs, an der am weitesten vom Palais entfernten Stelle, befindet sich die Kaskade, ein künstlicher Felsen, über dessen moosbewachsene Steine mehrere kleine Wasserfälle fließen. Von hier führt ein Bach talwärts, der zunächst in der Mitte zwischen den Wegen und weiter unten am Rande des Gartens in einer kanalartigen Einfassung verläuft. Zwei Teiche, die auf vorhandene Gewässer zurückgehen, sind üppig mit Wasserpflanzen bewachsen.
In der Mitte des romantischen Gartens befinden sich Reste der Cabana del pagès (‚Hütte des Bauern‘), in der früher eine lebensgroße Figur eines Bauern oder Gärtners – Bartolomé genannt – stand; er war in katalanische Landestracht gekleidet und hielt einen Schlüsselbund in seiner Hand.

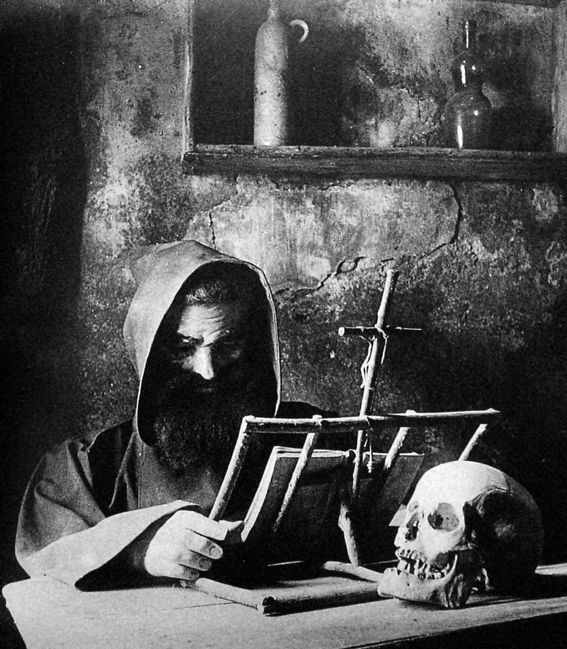
Die Figur des Mönchs in der Einsiedelei

Am südlichen Ende des romantischen Gartens, an der tiefsten Stelle des Parks, befindet sich der Fals cementiri (‚falscher Friedhof‘), ein kleiner Scheinfriedhof, von dem nur noch wenige Überbleibsel erkennbar sind. An der hohen Mauer, die die Senke auf der Talseite begrenzt, befanden sich Grabplatten, auf dem davorliegenden Platz sollen zwischen den Zypressen mehrere Sarkophage gestanden haben. Ein weiteres Memento Mori ist die in die Mauer eingefügte Ermita del monjo (‚Einsiedelei des Mönchs‘), mit der das Motiv des Eremiten aufgenommen wird. Durch ein Fenster war es früher möglich, den Blick in das Innere zu richten, wo er auf eine lebensgroße Gestalt in Mönchskutte traf – Pare Fèlix (‚Pater Felix‘) genannt. Die Mönchspuppe befand sich in sitzender Haltung hinter einem Tisch mit Buch und menschlichem Schädel. Über einen einfachen Mechanismus, der vermutlich verborgen von außen ausgelöst wurde, war dieser Automat in der Lage, den Besucher zu begrüßen und – nach anderen Schilderungen – durch Kopfbewegungen sogar ihre Fragen zu beantworten.
Nicht mehr erhalten sind eine Rieseneiche, in deren teilweise hohlem Stamm ein Tisch und eine Sitzbank Platz fanden, sowie ein unterirdischer Gang. Ebenfalls verschwunden ist ein kleiner orientalischer Garten, der sich oberhalb der Talsenke in der Nähe des Palais befand. Während der Wiederherstellungsarbeiten des Parks 1970 wurde dieses Areal in einen kleinen Platz mit geometrischen Parterres, einem runden Springbrunnen und Sitzbänken verwandelt. Einziges Zeugnis der ehemaligen Gestaltung ist ein chinesisches Tor.

### Der Hausgarten

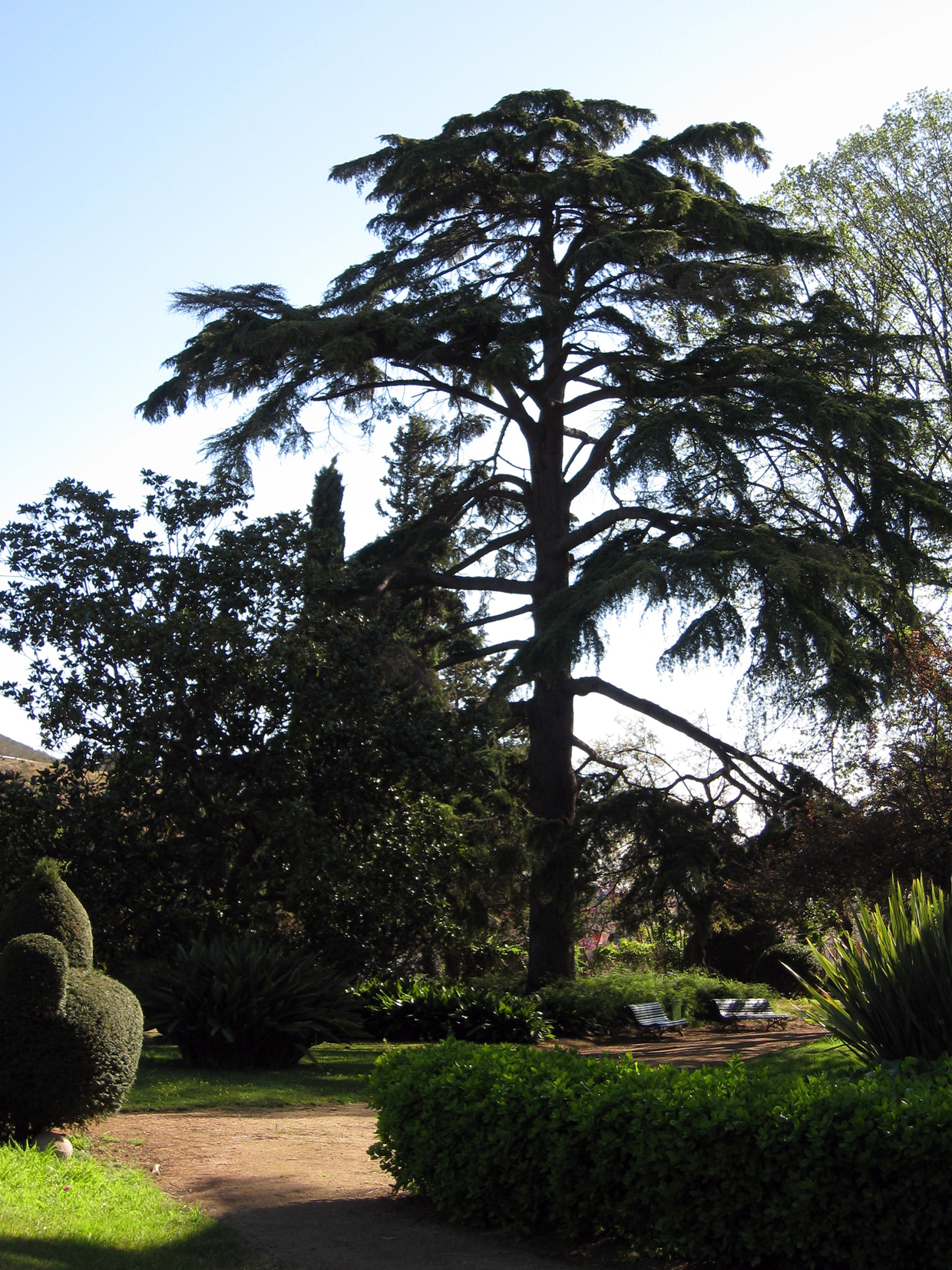
Der Hausgarten

Als Jardí domèstic (‚Hausgarten‘) wird das östlich an den Buchsbaumgarten angrenzende Areal bezeichnet, das – wie der Buchsbaumgarten – durch eine Mauer vom restlichen Park getrennt ist. Der Bereich wird auch als Jardí de les magnòlies (‚Magnoliengarten‘), beziehungsweise als Jardí de les camèlies (‚Kameliengarten‘) bezeichnet. Er ist um 1880 anstelle der dort ursprünglich stehenden Gewächshäuser entstanden. Ihn prägen sowohl Elemente der französischen Gartenbaukunst des späten 19. Jahrhunderts als auch solche des englischen Landschaftsgartens unter mediterranem Einfluss. Geschwungene Wege gliedern das Areal in verschieden große Bereiche. Das Erscheinungsbild des Hausgartens wird durch Magnolien und Kamelien sowie durch einige eindrucksvolle Großbäume geprägt, darunter eine Himalaya-Zeder, eine Tamariske und eine Kanarische Dattelpalme. Figürlicher Schmuck oder Staffagebauten fehlen, lediglich drei in Eibe ausgeführte Formbüsche stellen eine Hand, einen Vogel und einen Stern dar – sie sind neuere Ergänzungen des Gartens.

## Symbolik des Parks
Hauptstück des Parc del Laberint ist der klassizistische Garten – in ihm spiegeln sich die Ideen des Gartengründers und seines Architekten. Die langjährige Arbeit Baguttis hat die Gartenanlage zu einem italienischen Garten in Spanien werden lassen. Insbesondere die Treppenanlagen und der reichhaltige skulpturale Schmuck lassen den italienischen Einfluss erkennen, ebenso der kleine Buchsbaumgarten, der durch seine unmittelbare Nachbarschaft zum Palais den Charakter eines Giardino segreto erhält.
Dem Besucher, der der ursprünglich intendierten Hauptwegelinie folgt – vom Palais durch den Buchsbaumgarten, über den Platz der Löwen zum Labyrinth gelangend, von dort die Aussichtsterrasse querend hinauf zum Pavillon –, stellen sich die verschiedenen Ebenen des Parks als eine Abfolge von Variationen des Liebesthemas dar:
- Am Anfang (dem Ursprung) stehen die beiden Reliefs im Buchsbaumgarten: die Geburt von Eros, dem Gott der Liebe, und die Verteilung der Menschen auf der Welt durch Demeter, der Göttin der Fruchtbarkeit.
- Die zweite Ebene bildet der unmittelbar benachbarte Platz der Löwen mit den Reliefs, die die Entführungsszenen der Amphitrite durch Poseidon und der Europa durch Zeus zeigen.
- Der Hecken-Irrgarten als dritte, zentrale Ebene umfasst das Relief des Liebespaars Ariadne und Theseus und die Statue des Eros.
- Am Ausgang des Labyrinths, in der Grotte unter der Treppe, mahnt die Figur der Nymphe Echo an die Tragik der Liebe; ebenso die Figuren der Danaë und der Ariadne – beide Gefangene, die eine im Kerker, die andere auf der Insel zurückgelassen.
- Vom Pavillon als fünfter und letzter Ebene lassen sich klassizistischer Garten und Labyrinth von einem erhöhten Standpunkt überblicken und ermöglichen die Reflexion über die Liebe – eine Haltung, die durch die Figur der weisen Nymphe Egeria verstärkt wird.

Die labyrinthische Thematik wird im Figurenprogramm des klassizistischen Gartens immer wieder aufgenommen. Sie durchzieht das ursprüngliche Konzept und findet im eindrucksvollen Hecken-Irrgarten ihren Höhepunkt. Desvalls und Bagutti interpretieren das Labyrinth dabei auf ihre Weise neu. Nicht der Minotaurus befindet sich im Zentrum dieses Irrgartens – er verbleibt außerhalb in einer eigenen Grotte –, vielmehr ist es Eros, der gefangen ist und nur Sichtbeziehungen zu den Figuren der Ariadne und Danaë unterhält, durch die Heckenwände aber immer von ihnen getrennt bleiben muss.
Der zentrale Hecken-Irrgarten ist ohne Vorbild – eine gartengeschichtlich vergleichbar bedeutsame Anlage findet sich im Park der Villa Pisani (1720/21). Dieses ursprünglich runde Heckenlabyrinth weist ein Aussichtstürmchen im Ziel auf. Ob Bagutti davon Kenntnis hatte, ist nicht bekannt. Anregungen mögen Desvalls und Bagutti auch erhalten haben vom Wirbellabyrinth in La Granja de San Ildefonso (1725), das acht vom Mittelpunkt ausstrahlende Wegearme aufweist. Die Zahl Acht findet sich vielfältig im Laberint d’Horta wieder. Auch ein Gartenlabyrinth in den Gärten des Alcázar de Sevilla, das hufeisenförmig um ein zentrales Wasserbecken angeordnet war (Mitte des 17. Jahrhunderts, zerstört) könnte Ideengeber gewesen sein – in den Gärten des Alcázar existiert mit dem Cenador del León (1644/45) ein Pavillon mit benachbartem Wasserbecken, ähnlich dem Gran safareig. Die Hervorhebung des labyrinthischen Themas hinderten Desvalls und Bagutti nicht, den in zeitgenössischen Gärten üblichen Bildprogrammen zu folgen. So schmückt eine Figur der Egeria (1780) auch den Schönen Brunnen in den Gärten des Schlosses Schönbrunn.
Dem umfangreichen Bildprogramm des klassizistischen Gartens steht eine auf typische Elemente der Romantik beschränkte Ausstattung des später angefügten romantischen Gartens gegenüber. Während das Bildprogramm des klassizistischen Gartens Vorbilder im Neuplatonismus hat, wurde im Bereich des romantischen Kanals mit der Liebesinsel eine „Insel der Glückseligen“ geschaffen – das ehemalige strohgedeckte Haus könnte durch Parkstaffagen in Ermenonville inspiriert worden sein. Im Gegensatz dazu findet sich in der romantischen Gartenerweiterung im südlichen Parkteil ausschließlich das christliche Motiv wieder, besonders verdeutlicht durch die Einsiedelei. Dieser programmatische Wechsel beschreibt eine Wende von einer die Hoffnung auf die menschliche Vernunft setzenden Weltsicht hin zu einer sentimentalen, die Vergänglichkeit betonenden Stimmung: Während der klassizistische Garten die formende Kraft des Menschen über die Natur feiert, erinnert der romantische Garten in seiner düsteren Urwüchsigkeit an die dem Menschen überlegene Macht der Natur.

## Wissenswertes
Der Hausgarten und der Buchsbaumgarten können nur im Rahmen von Führungen besichtigt werden, gleiches gilt für den klassizistischen Pavillon. Eine Besichtigung des Palais ist bis zum Abschluss der Sanierung nicht möglich.
Die Springbrunnen und die Kaskade können aufgrund von Wassersparmaßnahmen abgestellt sein.
Im Jahr 2006 war der Parc del Laberint Schauplatz von Aufnahmen zur Literaturverfilmung Das Parfum – Die Geschichte eines Mörders von Tom Tykwer.